# Эберг, Эльвира
Эльвира Карин Эберг (швед. Elvira Karin Öberg; род. 26 февраля 1999, Юккасъярви, Норрботтен) — шведская биатлонистка, олимпийская чемпионка в женской эстафете и двукратный серебряный призёр Олимпийских игр 2022 года в спринте и пасьюте,  чемпионка мира в масс-старте 2025 года в Ленцерхайде, трехкратная чемпионка мира среди девушек (до 19 лет), победительница этапов Кубка мира. Младшая сестра биатлонистки Ханны Эберг.

## Карьера

### Начало
Биатлоном Эльвира начала заниматься благодаря сестре Ханне, которая на три года старше её.
В 2017 году приняла участие в Юниорском Чемпионате мира в Осрблье, где выиграла бронзовую медаль в индивидуальной гонке в категории девушек.
Спустя год, на Чемпионате Европы среди юниоров-2018 в старшей категории (юниорки) выиграла серебро в гонке преследования. А на Чемпионате мира среди юниоров-2018 в Отепя, вернувшись в младшую категорию (девушки), произвела настоящий фурор став трехкратной чемпионкой мира (в спринте, индивидуальной гонке и эстафете).
В сезоне 2018/2019 выступала на Кубке IBU и юниорских соревнованиях, но особых успехов не достигла, за исключением бронзовой медали на Чемпионате мира среди юниоров в эстафете.

### Сезон 2019/2020— дебют на Кубке мира
Дебют в Кубке мира для Эльвиры Эберг состоялся в сезоне 2019/2020 в родном Эстерсунде, где она сходу заняла 12-е место, расположившись в протоколе сразу за своей сестрой. На этом же этапе в составе шведской команды заняла третье место в эстафете. Показав удовлетворительные результаты в первой части сезона включена в заявку на участие в Чемпионате мира в Анхольце, где её лучшим личным результатом стало 13-е место в спринте.

### Сезон 2020/2021— первый полноценный сезон
Первый полноценный сезон ознаменовался для Эберг первыми личными медалями Кубка мира: она стала третьей в спринте на втором подряд этапе в Контиолахти и так же третьей в гонке преследования на втором подряд этапе в Хохфильцине (в этом сезоне из-за ковидных ограничений большинство этапов были сдвоенными). После Нового Года форма шведки пошла на спад, что отразилась на личных результатах — лучшим её местом во второй половине сезона в личных гонках стало 7-е место в спринте во второй части сдвоенного этапа в Нове-Место. Чемпионат Мира в словенской Поклюке также прошёл для неё неудачно: 22-е место в спринте, 14-е в преследовании и масс-старте и 35-е в индивидуальной гонке. В эстафетных гонках Эберг одержала с партнёрами по команде две победы (на финском и чешских этапах), а также завоевала три бронзовых медали (одну из которых — в смешанной эстафете).
В целом сезон для Эберг прошёл успешно, 12-е место в общем зачёте, плюс к этому, она некоторое время лидировала в зачёте сильнейшей биатлонистки до 25 лет (так называемая «Синяя майка»)

### Сезон 2021/2022— рост результатов и первая личная победа
На предсезонных стартах в шведской Идре Эльвира показала прекрасную подготовку к сезону, с тремя промахами финишировав второй в спринтерской гонке и первой в укороченной индивидуальной (не совершив ни одного промаха, она опередила на финише пришедшую второй итальянку Лизу Виттоцци (один промах) на 1 минуту и 51 секунду).
Третий для Эльвиры сезон на Кубка мира начинался сдвоенными этапами в её родной Швеции, где на первом этапе она заняла 18-е место в индивидуальной гонке (которое так  осталось самым низким её результатом в сезоне) и 8-е в спринте. Но уже на втором этапе Эльвира завоевала первые подиумы в сезоне - 2-е место в спринте и 3-е в эстафете. Последующие два предновогодних этапа стали лучшим отрезком для спортсменки в календарном году: она одержала первую личную победу в гонке преследования в Анси, там же она победила и в гонке с общего старта, а 17-е место в спринте Хохфильцена стало единственной гонкой, где шведка не попала на подиум. 
На фоне этих показателей результаты двух посленовогодних немецких этапов сложно назвать продолжением успеха: перед победой в спринте и вторым местом в гонке преследования в Рупольдинге были 15-е и 7-е места в этих же дисциплинах в Оберхофе. Более того, в гонке преследования там Эльвира упала на одном из спусков, потеряв около 15 секунд. Предолимпийский этап в итальянской Антерсельве Эльвира запланировано пропускала вместе со всей командой в связи с подготовкой к Олимпиаде.
К Олимпийским играм в Пекине Эльвира подходила на третьем месте в тотале и была одной главных претенденток на медали. Что она и подтвердила результатами в личных гонках: в индивидуальной гонке (единственной личной дисциплине, где Эльвира на тот момент не имела медалей) она стала 13-й, зато в спринте отстрелялась на ноль и заняла второе место (после Марте Олсбю-Ройселанн), получив, тем самым, свою первую олимпийскую награду. В пасьюте она повторила свой успех, с тремя промахами отстав от победительницы Ульсбю-Ройселанн на 1 минуту и 36 секунд. Показав такой результат Эльвира стала самой молодой биатлонисткой в истории, которой удалось завоевать 2 личных медали на ОИ, а также стать призером в 2 гонках ОИ подряд. В гонке с общего старта она допустила 4 промаха (3 из которых на последней стойке) и стала, в итоге, 9-й.  
Успех сопутствовал ей и в женской эстафете, где она уверенно отработала на заключительном этапе и вместе с Линн Перссон, Муной Брурссон и Ханной Эберг стала олимпийской чемпионкой.
Постолимпийские этапы сложились для Эльвиры в целом неудачно. Из 7 личных гонок она лишь один раз смогла взойти на подиум (победа в масс-старте в эстонском Отепя), а в командных состязаниях были добыты два подиума: в женской эстафете в Контиолахти и смешанной эстафете в Отепя - оба раза шведская команда была второй. В малом зачёте женских эстафет шведская сборная по итогам сезона стала победителем, на 8 очков опередив сборную Норвегии. В личных зачётах малых кубков Эльвира только по программе масс-стартов до последней гонки претендовала на титул, но в закрывающей сезон гонке в норвежском Холменколлене в ожесточённой борьбе упустила кубок в пользу Жюстин Брезаз-Буше. При победе француженки Эльвире необходимо было занять место не ниже четвёртого, чтобы гарантировать себе Малый кубок по программе гонок с общего старта, но на финише её на 0,2 секунды опередила партнёр по команде Линн Перссон, лишив, тем самым, Эльвиру шансов на Кубок. После этого Перссон была подвергнута травле в социальных сетях. На постокубковом закрытии зимнего сезона в Бруксвалларне в лыжной гонке Эльвира стала третьей (позади лыжниц Фриды Карлссон и Майи Дальквист), а в биатлонном финале с чистой стрельбой заняла второе место (после Юханны Скоттхайм).

### Сезон 2022/2023
В межсезонье, после сборов со сборной на Крите, Эльвира участвовала в трёх соревнованиях: Летнем Чемпионате Швеции, Летнем Чемпионате мира по биатлону, а также в предсезонном старте в шведском Идре Фьёлле. На ЛЧШ Эльвира стала абсолютной чемпионкой, выиграв в лыжном спринте, в укороченной индивидуальной гонке и биатлонном спринте. 
ЛЧМ прошёл значительно хуже, Эльвира не смогла пройти квалификацию спринта, с 5 промахами оказавшись на 35-й позиции. Позднее стало известно, что перед стрельбой из положения лёжа Эберг упала при заходе на коврик, повредив винтовку. В суперспринте был показан 5-й результат (2 промаха), а гала масс-старт Эльвира завершила 6-м местом, допустив 4 промаха.

## Выступления на главных стартах

### Олимпийские игры
| Олимпийские игры | Индивид. гонка | Спринт | Преследование | Масс-старт | Эстафета | Смешанная эстафета |
| ---------------- | -------------- | ------ | ------------- | ---------- | -------- | ------------------ |
| 2022 Пекин       | 13             | 2      | 2             | 9          | 1        | 4                  |

### Чемпионаты мира
6 медалей (1 золотая, 2 серебряные, 3 бронзовые)
| Чемпионат мира   | Индивид. гонка | Спринт | Гонка преследования | Масс-старт | Эстафета | Смешанная эстафета | Сингл-микст |
| ---------------- | -------------- | ------ | ------------------- | ---------- | -------- | ------------------ | ----------- |
| 2020 Антхольц    | 14             | 13     | 47                  | 26         | 5        | —                  | —           |
| 2021 Поклюка     | 35             | 22     | 14                  | 14         | 5        | —                  | —           |
| 2023 Оберхоф     | DNS            | 16     | DNS                 | DNS        | 3        | 9                  | —           |
| 2024 Нове-Место  | 30             | 9      | 8                   | 22         | 2        | 3                  | —           |
| 2025 Ленцерхайде | 6              | 10     | 2                   | 1          | 3        | —                  | —           |

### Юниорские чемпионаты мира
| Чемпионат мира | Категория            | Индивидуальная | Спринт | Преследование | Эстафета |
| -------------- | -------------------- | -------------- | ------ | ------------- | -------- |
| 2017 Осрблье   | Девушки (до 19 лет)  | 3              | 16     | —             | —        |
| 2018 Отепя     | Девушки (до 19 лет)  | 1              | 1      | 5             | 1        |
| 2019 Осрблье   | Юниорки (до 21 года) | 17             | 4      | 23            | 3        |

## Подиумы на Кубке мира
| #  | Дата            | Место       | Тип                 |
| -- | --------------- | ----------- | ------------------- |
| 1  | 18 декабря 2021 | Анси        | Гонка преследования |
| 2  | 19 декабря 2021 | Анси        | Масс-старт          |
| 3  | 12 января 2022  | Рупольдинг  | Спринт              |
| 4  | 12 марта 2022   | Отепя       | Масс-старт          |
| 5  | 17 декабря 2022 | Анси        | Гонка преследования |
| 6  | 5 января 2023   | Поклюка     | Спринт              |
| 7  | 7 января 2023   | Поклюка     | Гонка преследования |
| 8  | 9 декабря 2023  | Хохфильцен  | Гонка преследования |
| 9  | 8 декабря 2024  | Контиолахти | Масс-старт          |
| 10 | 19 января 2025  | Рупольдинг  | Масс-старт          |
| 11 | 23 февраля 2025 | Ленцерхайде | Масс-старт          |

| #  | Дата            | Место        | Тип                  | Сек     | Победитель                  |
| -- | --------------- | ------------ | -------------------- | ------- | --------------------------- |
| 1  | 2 декабря 2021  | Эстерсунд    | Спринт               | +12.5   | Лиза Тереза Хаузер          |
| 2  | 16 января 2022  | Рупольдинг   | Гонка преследования  | +20.8   | Марте Олсбю-Ройселанн       |
| 3  | 11 февраля 2022 | Пекин        | Спринт               | +30.9   | Марте Олсбю-Ройселанн       |
| 4  | 13 февраля 2022 | Пекин        | Гонка преследования  | +1:36,5 | Марте Олсбю-Ройселанн       |
| 5  | 8 декабря 2023  | Хохфильцен   | Спринт               | +5      | Ингрид Ландмарк Тандревольд |
| 6  | 17 декабря 2023 | Ленцерхайде  | Масс-старт           | +5.5    | Жюстин Брезаз-Буше          |
| 7  | 1 марта 2024    | Холменколлен | Индивидуальная гонка | +28,8   | Ингрид Ландмарк Тандревольд |
| 8  | 6 декабря 2024  | Контиолахти  | Спринт               | +8,8    | Маркета Давидова            |
| 9  | 16 февраля 2025 | Ленцерхайде  | Гонка преследования  | +39,1   | Франциска Пройс             |
| 10 | 22 марта 2025   | Холменколлен | Гонка преследования  | +22,2   | Лу Жанмонно                 |
| 11 | 23 марта 2025   | Холменколлен | Масс-старт           | +3,3    | Франциска Пройс             |

| # | Дата            | Место       | Тип                  | Сек   | Победитель            |
| - | --------------- | ----------- | -------------------- | ----- | --------------------- |
| 1 | 3 марта 2020    | Контиолахти | Спринт               | +27.9 | Ханна Эберг           |
| 2 | 19 декабря 2020 | Хохфильцен  | Гонка преследования  | +27.6 | Тирил Экхофф          |
| 3 | 12 декабря 2021 | Хохфильцен  | Гонка преследования  | +23.3 | Марте Олсбю-Ройселанн |
| 4 | 16 декабря 2021 | Анси        | Спринт               | +16.1 | Марте Олсбю-Ройселанн |
| 5 | 5 декабря 2022  | Контиолахти | Гонка преследования  | +21.7 | Жюли Симон            |
| 6 | 19 января 2023  | Антерсельва | Спринт               | +8.7  | Доротея Вирер         |
| 7 | 21 января 2023  | Антерсельва | Гонка преследования  | +17.2 | Дениз Херрманн        |
| 8 | 4 декабря 2024  | Контиолахти | Индивидуальная гонка | +3,0  | Лу Жанмонно           |
| 9 | 11 января 2025  | Оберхоф     | Гонка преследования  | +26.2 | Лу Жанмонно           |

### Таблица выступлений в Кубке мира
| 2024/2025 Итоги | 2024/2025 Итоги | Контиолахти | Контиолахти | Контиолахти | Контиолахти | Контиолахти | Контиолахти | Хохфильцен | Хохфильцен | Хохфильцен | Анси | Анси | Анси | Оберхоф | Оберхоф | Оберхоф | Оберхоф | Рупольдинг | Рупольдинг | Рупольдинг | Антхольц | Антхольц | Антхольц | ЧМ Ленцерхайде | ЧМ Ленцерхайде | ЧМ Ленцерхайде | ЧМ Ленцерхайде | ЧМ Ленцерхайде | ЧМ Ленцерхайде | ЧМ Ленцерхайде | Нове-Место | Нове-Место | Нове-Место | Поклюка | Поклюка | Поклюка | Поклюка | Хольменколлен | Хольменколлен | Хольменколлен |
| Очков           | Место           | ОСЭ         | См          | Эст         | Инд         | Спр         | МС          | Спр        | Пр         | Эст        | Спр  | Пр   | МС   | Спр     | Пр      | ОСЭ     | См      | Инд        | Эст        | МС         | Спр      | Эст      | Пр       | См             | Спр            | Пр             | Инд            | ОСЭ            | Эст            | МС             | Спр        | Пр         | Эст        | Инд     | ОСЭ     | См      | МС      | Спр           | Пр            | МС            |
| 761             | 4               | —           | 3           | 1           | 3           | 2           | 1           | 25         | 8          | 3          | 32   | 6    | 9    | 37      | 3       | -       | 1       | 7          | 5          | 1          | -        | -        | -        | -              | 10             | 2              | 6              | -              | 3              | 1              | -          | -          | -          | -       | -       | -       | 26      | 11            | 2             | 2             |

| 2023/2024 Итоги | 2023/2024 Итоги | Эстерсунд | Эстерсунд | Эстерсунд | Эстерсунд | Эстерсунд | Эстерсунд | Хохфильцен | Хохфильцен | Хохфильцен | Ленцерхайде | Ленцерхайде | Ленцерхайде | Оберхоф | Оберхоф | Оберхоф | Рупольдинг | Рупольдинг | Рупольдинг | Антхольц | Антхольц | Антхольц | Антхольц | ЧМ Нове-Место (*) | ЧМ Нове-Место (*) | ЧМ Нове-Место (*) | ЧМ Нове-Место (*) | ЧМ Нове-Место (*) | ЧМ Нове-Место (*) | ЧМ Нове-Место (*) | Хольменколлен | Хольменколлен | Хольменколлен | Хольменколлен | Солт-Лейк-Сити | Солт-Лейк-Сити | Солт-Лейк-Сити | Кэнмор | Кэнмор | Кэнмор |
| Очков           | Место           | См        | ОСЭ       | Инд       | Эст       | Спр       | Пр        | Спр        | Пр         | Эст        | Спр         | Пр          | МС          | Спр     | Пр      | Эст     | Эст        | Спр        | Пр         | Инд      | См       | ОСЭ      | МС       | См                | Спр               | Пр                | Инд               | ОСЭ               | Эст               | МС                | Инд           | МС            | См            | ОСЭ           | Эст            | Спр            | Пр             | Спр    | Пр     | МС     |
| 677             | 5               | 6         | —         | 39        | 2         | 11        | 10        | 2          | 1          | 2          | 5           | 5           | 2           | 11      | 4       | 3       | 2          | 5          | 18         | 10       | 3        | -        | 11       | 3                 | 9                 | 8                 | 30                | -                 | 2                 | 22                | 2             | -             | -             | -             | 3              | 28             | 10             | 14     | 14     | 19     |

|-
|
| 2022/2023 Итоги | 2022/2023 Итоги | Контиолахти | Контиолахти | Контиолахти | Контиолахти | Хохфильцен | Хохфильцен | Хохфильцен | Анси | Анси | Анси | Поклюка | Поклюка | Поклюка | Поклюка | Рупольдинг | Рупольдинг | Рупольдинг | Антхольц | Антхольц | Антхольц | ЧМ Оберхоф | ЧМ Оберхоф | ЧМ Оберхоф | ЧМ Оберхоф | ЧМ Оберхоф | ЧМ Оберхоф | ЧМ Оберхоф | Нове-Место | Нове-Место | Нове-Место | Нове-Место | Эстерсунд | Эстерсунд | Эстерсунд | Холменколлен | Холменколлен | Холменколлен |
| Очков           | Место           | Инд         | Эст         | Спр         | Пр          | Спр        | Пр         | Эст        | Спр  | Пр   | МС   | Спр     | Пр      | См      | ОСЭ     | Инд        | Эст        | МС         | Спр      | Пр       | Эст      | См         | Спр        | Пр         | Инд        | ОСЭ        | Эст        | МС         | Спр        | Пр         | См         | ОСЭ        | Инд       | Эст       | МС        | Спр          | Пр           | МС           |
| 764             | 5               | 9           | 1           | 12          | 3           | 4          | 4          | 2          | 8    | 1    | 4    | 1       | 1       | —       | 3       | 6          | —          | —          | 3        | 3        | 2        | 9          | 16         | —          | —          | —          | 3          | —          | 63         | —          | —          | —          | 20        | 5         | 27        | 72           | -            | -            |

|-
|
| 2021/2022 Итоги | 2021/2022 Итоги | Эстерсунд | Эстерсунд | Эстерсунд | Эстерсунд | Эстерсунд | Хохфильцен | Хохфильцен | Хохфильцен | Анси | Анси | Анси | Обрехоф | Обрехоф | Обрехоф | Обрехоф | Рупольдинг | Рупольдинг | Рупольдинг | Антхольц | Антхольц | Антхольц | ОИ Пекин (*) | ОИ Пекин (*) | ОИ Пекин (*) | ОИ Пекин (*) | ОИ Пекин (*) | ОИ Пекин (*) | Контиолахти | Контиолахти | Контиолахти | Отепя | Отепя | Отепя | Отепя | Холменколлен | Холменколлен | Холменколлен |
| Очков           | Место           | Инд       | Спр       | Спр       | Пр        | Эст       | Спр        | Эст        | Пр         | Спр  | Пр   | МС   | Спр     | См      | Осм     | Пр      | Спр        | Эст        | Пр         | Инд      | МС       | Эст      | См           | Инд          | Спр          | Пр           | Эст          | МС           | Эст         | Спр         | Пр          | Спр   | МС    | См    | Осм   | Спр          | Пр           | МС           |
| 823             | 2               | 18        | 8         | 2         | 7         | 3         | 17         | 1          | 3          | 3    | 1    | 1    | 15      | 4       | —       | 7       | 1          | —          | 2          | —        | —        | —        | 4            | 13           | 2            | 2            | 1            | 9            | 2           | 7           | 9           | 8     | 1     | 2     | —     | 17           | 8            | 5            |

|-
|
| 2020/2021 Итоги | 2020/2021 Итоги | Контиолахти | Контиолахти | Контиолахти | Контиолахти | Контиолахти | Хохфильцен | Хохфильцен | Хохфильцен | Хохфильцен | Хохфильцен | Хохфильцен | Оберхоф | Оберхоф | Оберхоф | Оберхоф | Оберхоф | Оберхоф | Оберхоф | Антхольц | Антхольц | Антхольц | ЧМ Поклюка | ЧМ Поклюка | ЧМ Поклюка | ЧМ Поклюка | ЧМ Поклюка | ЧМ Поклюка | ЧМ Поклюка | Нове-Место | Нове-Место | Нове-Место | Нове-Место | Нове-Место | Нове-Место | Нове-Место | Эстерсунд | Эстерсунд | Эстерсунд |
| Очков           | Место           | Инд         | Спр         | Спр         | Эст         | Пр          | Спр        | Эст        | Пр         | Спр        | Пр         | МС         | Спр     | Пр      | См      | Осм     | Спр     | Эст     | МС      | Инд      | МС       | Эст      | См         | Спр        | Пр         | Инд        | Осм        | Эст        | МС         | Эст        | Спр        | Пр         | Спр        | Пр         | Осм        | См         | Спр       | Пр        | МС        |
| 631             | 12              | 4           | 24          | 3           | 1           | 8           | 11         | 3          | 7          | 5          | 3          | 6          | 24      | 13      | 13      | —       | 11      | 3       | 21      | 50       | 24       | 7        | —          | 22         | 14         | 35         | —          | 5          | 14         | 1          | 61         | —          | 7          | 16         | —          | 3          | 48        | 16        | 18        |

| 2019/2020 Итоги | 2019/2020 Итоги | Эстерсунд | Эстерсунд | Эстерсунд | Эстерсунд | Эстерсунд | Хохфильцен | Хохфильцен | Хохфильцен | Анси | Анси | Анси | Оберхоф | Оберхоф | Оберхоф | Рупольдинг | Рупольдинг | Рупольдинг | Поклюка | Поклюка | Поклюка | Поклюка | ЧМ Антхольц | ЧМ Антхольц | ЧМ Антхольц | ЧМ Антхольц | ЧМ Антхольц | ЧМ Антхольц | ЧМ Антхольц | Нове-Место | Нове-Место | Нове-Место | Контиолахти | Контиолахти | Контиолахти | Контиолахти | Холменколлен | Холменколлен | Холменколлен |
| Очков           | Место           | Осм       | См        | Спр       | Инд       | Эст       | Спр        | Эст        | Пр         | Спр  | Пр   | МС   | Спр     | Эст     | МС      | Спр        | Эст        | Пр         | Инд     | Осм     | См      | МС      | См          | Спр         | Пр          | Инд         | Осм         | Эст         | МС          | Спр        | Эст        | МС         | Спр         | Пр          | Осм         | См          | Спр          | Пр           | МС           |
| 268             | 24              | —         | —         | 12        | 36        | 3         | 27         | 10         | 23         | 29   | 36   | 23   | 33      | 2       | 28      | 20         | —          | 32         | —       | —       | —       | —       | —           | 13          | 47          | 14          | —           | 5           | 26          | 8          | 7          | 29         | 45          | 19          | —           | —           | отм          | отм          | отм          |

Инд — индивидуальная гонка

Пр — гонка преследования

Спр — спринт

МС — масс-старт

Эст — эстафета

Осм — одиночная смешанная эстафета

См — смешанная эстафета

DNS — спортсмен был заявлен, но не стартовал

DNF — спортсмен стартовал, но не финишировал

DSQ — спортсмен финишировал, но дисквалифицирован

LAP — спортсмен по ходу гонки (для гонок преследования и масс-стартов) отстал от лидера более чем на круг и был снят с трассы

отм — гонка была отменена

— — спортсмен не участвовал в этой гонке

## Личная жизнь
Не замужем, встречается с молодым человеком, по имени Аксель Фрост, отец Томас в молодости занимался биатлоном, но не на профессиональном уровне; мать — Виктория; старшая сестра — Ханна, двукратная олимпийская чемпионка по биатлону. Увлечения: выпечка, чтение, походы в горы.